# Xylopia barbata
Xylopia barbata är en kirimojaväxtart som beskrevs av Carl Friedrich Philipp von Martius. Xylopia barbata ingår i släktet Xylopia och familjen kirimojaväxter. Inga underarter finns listade i Catalogue of Life.